# Future Farmers of America
Future Farmers of America («Будущие фермеры Америки») — общественная организация, основной целью которой является развитие навыков лидерства у молодежи, стремящейся сделать карьеру в области сельского хозяйства и агробизнеса. Организация проводит учебные курсы и публикует один раз в два месяца журнал «National Future Farmer Magazine». Основана в 1928. Более 461 тысячи членов, объединённых в 7300 местных отделений (2004). Штаб-квартира в городе Александрия, штат Вирджиния.